# Pont del carrer d'Amunt
El Pont del carrer d'Amunt és una obra de Boadella i les Escaules (Alt Empordà) inclosa a l'Inventari del Patrimoni Arquitectònic de Catalunya.

## Descripció
Situat dins del nucli urbà i a la banda de ponent del poble de les Escaules, integrat al municipi de Boadella i les Escaules al qual pertany.
Pont format per un sol arc de mig punt bastit amb maons disposats a pla, sostingut damunt de dos pilars rectangulars construïts en pedra. De fet, la resta de l'estructura és bastida amb còdols i pedra desbastada, disposada en filades més o menys regulars i lligada amb morter.

## Història
Antigament, per tal de travessar el riu Muga hom hi construïa unes passeres (“palanques”) amb troncs de roure lligats amb cadenes. És a partir de les primeres dècades del segle XX quan es milloren les comunicacions, connectant les poblacions de Biure, Escaules-Boadella i Pont de Molins amb carreteres i ponts. Els veïns i els empresaris d'aquests pobles van contribuir en el finançament d'aquestes construccions.